# Halterofilia en los Juegos Olímpicos de Londres 2012 – Menos de 85 kg masculino
El evento de menos de 85 kg masculino de halterofilia en los Juegos Olímpicos de Londres 2012 tuvo lugar el 3 de agosto en el Centro de Exposiciones ExCeL.

## Horario
Todos los horarios están en Tiempo Británico (UTC+1)
| Fecha               | Tiempo | Ronda   |
| ------------------- | ------ | ------- |
| 3 de agosto de 2012 | 10:00  | Grupo B |
| 3 de agosto de 2012 | 19:00  | Grupo A |

## Resultados
| Rank              | Atleta                   | Grupo | Peso corporal | Arrebato (kg) | Arrebato (kg) | Arrebato (kg) | Arrebato (kg) | Tirón (kg) | Tirón (kg) | Tirón (kg) | Tirón (kg) | Total |
| Rank              | Atleta                   | Grupo | Peso corporal | 1             | 2             | 3             | Resultado     | 1          | 2          | 3          | Resultado  | Total |
| ----------------- | ------------------------ | ----- | ------------- | ------------- | ------------- | ------------- | ------------- | ---------- | ---------- | ---------- | ---------- | ----- |
| Medalla de oro    | Adrian Zieliński (POL)   | A     | 84.62         | 170           | 174           | 176           | 174           | 206        | 206        | 211        | 211        | 385   |
| Medalla de plata  | Apti Aukhadov (RUS)      | A     | 84.75         | 169           | 173           | 175           | 175           | 205        | 210        | 212        | 210        | 385   |
| Medalla de bronce | Kianoush Rostami (IRI)   | A     | 84.35         | 171           | 174           | 174           | 171           | 209        | 214        | 214        | 209        | 380   |
| 4                 | Tarek Yehia (EGY)        | A     | 84.70         | 160           | 165           | 167           | 165           | 205        | 210        | 216        | 210        | 375   |
| 5                 | Ivan Markov (BUL)        | A     | 84.71         | 168           | 172           | 172           | 172           | 203        | 209        | 209        | 203        | 375   |
| 6                 | Ragab Abdelhay (EGY)     | A     | 84.81         | 161           | 165           | 167           | 165           | 202        | 207        | 210        | 207        | 372   |
| 7                 | Yoelmis Hernández (CUB)  | A     | 82.28         | 158           | 158           | 163           | 163           | 205        | 210        | 210        | 205        | 368   |
| 8                 | Mikalai Novikau (BLR)    | B     | 84.71         | 163           | 167           | 170           | 167           | 192        | 196        | 200        | 196        | 363   |
| 9                 | Rauli Tsirekidze (GEO)   | B     | 84.49         | 162           | 167           | 167           | 162           | 195        | 200        | 202        | 200        | 362   |
| 10                | Kendrick Farris (USA)    | B     | 84.70         | 150           | 150           | 155           | 155           | 190        | 200        | 208        | 200        | 355   |
| 11                | Sherzodjon Yusupov (UZB) | B     | 84.72         | 150           | 155           | 159           | 155           | 180        | 195        | 195        | 195        | 350   |
| 12                | Pitaya Tibnoke (THA)     | B     | 84.47         | 152           | 156           | 156           | 152           | 193        | 196        | 202        | 196        | 348   |
| 13                | Safaa Rashed (IRQ)       | B     | 83.01         | 145           | 150           | 156           | 150           | 195        | 195        | 200        | 195        | 345   |
| 14                | Richie Patterson (NZL)   | B     | 84.46         | 150           | 150           | 154           | 150           | 183        | 186        | 195        | 186        | 336   |
| 15                | Steven Kari (PNG)        | B     | 84.74         | 135           | 140           | 145           | 140           | 175        | 180        | 185        | 180        | 320   |
| 16                | Nezir Sağır (TUR)        | B     | 83.45         | 130           | 130           | 140           | 140           | 160        | 170        | 175        | 175        | 315   |
| —                 | Mansur Rejepov (TKM)     | B     | 84.57         | 160           | 165           | 168           | 160           | 188        | 188        | 190        | —          | —     |
| —                 | Lu Yong (CHN)            | A     | 84.54         | 175           | 178           | 180           | 178           | 205        | 205        | 205        | —          | —     |
| —                 | Sohrab Moradi (IRI)      | A     | 84.19         | 166           | 166           | 166           | —             | —          | —          | —          | —          | —     |
| —                 | Gabriel Sîncrăian (ROU)  | A     | 84.07         | 167           | 167           | 167           | —             | —          | —          | —          | —          | —     |
| —                 | Benjamin Hennequin (FRA) | A     | 84.44         | 163           | 163           | 163           | —             | —          | —          | —          | —          | —     |
| —                 | Ara Khachatryan (ARM)    | B     | 84.74         | 165           | 165           | 165           | —             | —          | —          | —          | —          | —     |
| —                 | Andrei Rybakou (BLR)     | A     | 84.09         | 175           | 175           | 180           | —             | —          | —          | —          | —          | —     |